# Ploioderma pedatum
Ploioderma pedatum är en svampart som först beskrevs av Darker, och fick sitt nu gällande namn av Darker 1967. Ploioderma pedatum ingår i släktet Ploioderma och familjen Rhytismataceae.   Inga underarter finns listade i Catalogue of Life.